# Gyimesfelsőlok község
Gyimesfelsőlok község (románul: Comuna Lunca de Sus) község Hargita megyében, Romániában. Központja Gyimesfelsőlok, beosztott falvai Görbepataka, Komjátpataka, Nyíresalja, Sántatelek, Ugrapataka.

## Népessége
A 2011-es népszámlálás adatai alapján a község népessége 3242 fő volt.